# Ardisia tachibana
Ardisia tachibana là một loài thực vật có hoa trong họ Anh thảo. Loài này được Makino mô tả khoa học đầu tiên năm 1892.